# Llista de monuments de la Palma de Cervelló
Llista de monuments de la Palma de Cervelló inclosos en l'Inventari del Patrimoni Arquitectònic Català per al municipi de la Palma de Cervelló (Baix Llobregat). Inclou els Béns Culturals d'Interès Local (BCIL) de caràcter arquitectònic. No n'hi ha cap inscrit en el Registre de Béns Culturals d'Interès Nacional (BCIN) amb la classificació de monuments històrics.
| Monument                                                                | Protecció | Estil/època                      | Localització                                                                    | Coordenades                                          | Codi?     | Imatge |
| ----------------------------------------------------------------------- | --------- | -------------------------------- | ------------------------------------------------------------------------------- | ---------------------------------------------------- | --------- | --- |
| Capella de Sant Joan del Pla, Capella de Sant Joan de l'Erm de la Palma | BCIL 2013 | Romànic XI                       | La Palma de Cervelló A uns 700 m del cementiri de la Palma                      | 41° 24′ 22″ N, 1° 58′ 44″ E / 41.406111°N,1.97875°E  | IPA-18223 | Capella de Sant Joan del Pla (la Palma de Cervelló) · Vegeu més fotos d'aquest monument · Carregueu una nova foto d'aquest monument                                |
| Can Via                                                                 |           | Obra popular XVII, XIX, XX       | La Palma de Cervelló                                                            | 41° 24′ 47″ N, 1° 57′ 30″ E / 41.413°N,1.95823°E     | IPA-18231 | Carregueu una nova foto d'aquest monument |
| Can Llopart                                                             |           | Obra popular, gòtic XVIII        | La Palma de Cervelló                                                            | 41° 24′ 31″ N, 1° 57′ 53″ E / 41.408511°N,1.964592°E | IPA-18234 | Carregueu una nova foto d'aquest monument |
| Can Mascaró                                                             |           | Obra popular XVIII, XIX          | La Palma de Cervelló Ctra. Corbera de Llobregat                                 | 41° 24′ 07″ N, 1° 58′ 51″ E / 41.40200°N,1.98095°E   | IPA-18236 | Carregueu una nova foto d'aquest monument |
| Masia de Ca n'Oller, Masia de Ca l'Oller, Masia de ca l'Ollé            |           | Obra popular XVIII, XIX          | La Palma de Cervelló Final del carrer Sant Jordi, sota de la gasolinera         | 41° 24′ 49″ N, 1° 57′ 49″ E / 41.41359°N,1.96371°E   | IPA-18255 | Masia de Ca n'Oller (la Palma de Cervelló) · Vegeu més fotos d'aquest monument · Carregueu una nova foto d'aquest monument                                         |
| Pou de gel                                                              |           | Obra popular                     | La Palma de Cervelló                                                            |                                                      | IPA-18260 | Carregueu una nova foto d'aquest monument |
| Ca l'Anzí                                                               |           | Obra popular XVIII, XX           | La Palma de Cervelló C. Sta. Maria de la Palma                                  | 41° 24′ 47″ N, 1° 58′ 00″ E / 41.413082°N,1.966763°E | IPA-18261 | Ca l'Anzí (la Palma de Cervelló) · Vegeu més fotos d'aquest monument · Carregueu una nova foto d'aquest monument                                                   |
| Ca n'Església, Ca l'Església                                            |           | Obra popular XVII, XVIII         | La Palma de Cervelló Pl. de l'Església                                          | 41° 24′ 44″ N, 1° 58′ 13″ E / 41.412158°N,1.970197°E | IPA-18263 | Ca n'Església (la Palma de Cervelló) · Vegeu més fotos d'aquest monument · Carregueu una nova foto d'aquest monument                                               |
| Can Benet                                                               |           | Obra popular XIX                 | La Palma de Cervelló                                                            | 41° 24′ 51″ N, 1° 57′ 35″ E / 41.414171°N,1.959677°E | IPA-18265 | Can Benet (la Palma de Cervelló) · Vegeu més fotos d'aquest monument · Carregueu una nova foto d'aquest monument                                                   |
| Església parroquial de Santa Maria i Sant Brici de la Palma             |           | Neoclassicisme XVII, XVIII, XX   | La Palma de Cervelló Pl. de l'Església                                          | 41° 24′ 43″ N, 1° 58′ 14″ E / 41.411851°N,1.970516°E | IPA-18275 | Església parroquial de Santa Maria i Sant Brici de la Palma (la Palma de Cervelló) · Vegeu més fotos d'aquest monument · Carregueu una nova foto d'aquest monument |
| Creu                                                                    |           | Obra popular XX                  | La Palma de Cervelló Av. de Catalunya, 2                                        | 41° 24′ 37″ N, 1° 58′ 22″ E / 41.410179°N,1.972739°E | IPA-18280 | Creu (la Palma de Cervelló) · Vegeu més fotos d'aquest monument · Carregueu una nova foto d'aquest monument                                                        |
| Habitatge a l'avinguda Catalunya, 34-36                                 |           | Eclecticisme XX Inici            | La Palma de Cervelló Av. Catalunya, 34-36                                       | 41° 24′ 44″ N, 1° 58′ 09″ E / 41.412272°N,1.969191°E | IPA-18287 | Habitatge a l'avinguda Catalunya, 34-36 (la Palma de Cervelló) · Vegeu més fotos d'aquest monument · Carregueu una nova foto d'aquest monument                     |
| Xalet Casas i Maset Carles                                              |           | Noucentisme XX Inici             | La Palma de Cervelló Av. Catalunya, 19-21                                       | 41° 24′ 38″ N, 1° 58′ 17″ E / 41.410647°N,1.971515°E | IPA-18288 | Xalet Casas i Maset Carles (la Palma de Cervelló) · Vegeu més fotos d'aquest monument · Carregueu una nova foto d'aquest monument                                  |
| Habitatge a l'avinguda Catalunya, 96                                    |           | Eclecticisme XX Inici            | La Palma de Cervelló Av. Catalunya, 96 (desaparegut)                            | 41° 24′ 49″ N, 1° 57′ 58″ E / 41.413675°N,1.965995°E | IPA-18289 | Carregueu una nova foto d'aquest monument |
| Habitatge a l'avinguda Catalunya, 11                                    |           | Noucentisme XX Inici             | La Palma de Cervelló Av. Catalunya, 11                                          | 41° 24′ 38″ N, 1° 58′ 19″ E / 41.41048°N,1.971902°E  | IPA-18290 | Habitatge a l'avinguda Catalunya, 11 (la Palma de Cervelló) · Vegeu més fotos d'aquest monument · Carregueu una nova foto d'aquest monument                        |
| Villa Maria                                                             |           | Eclecticisme XX Inici            | La Palma de Cervelló Av. Catalunya, 15                                          | 41° 24′ 38″ N, 1° 58′ 18″ E / 41.410577°N,1.971755°E | IPA-18291 | Villa Maria (la Palma de Cervelló) · Vegeu més fotos d'aquest monument · Carregueu una nova foto d'aquest monument                                                 |
| Habitatge a l'avinguda Catalunya, 5                                     |           | Noucentisme XX Inici             | La Palma de Cervelló Av. Catalunya, 5                                           | 41° 24′ 37″ N, 1° 58′ 20″ E / 41.410395°N,1.972093°E | IPA-18292 | Habitatge a l'avinguda Catalunya, 5 (la Palma de Cervelló) · Vegeu més fotos d'aquest monument · Carregueu una nova foto d'aquest monument                         |
| Habitatge a l'avinguda Catalunya, 2                                     |           | Noucentisme XX Inici             | La Palma de Cervelló Av. Catalunya, 2                                           | 41° 24′ 38″ N, 1° 58′ 21″ E / 41.41045°N,1.972513°E  | IPA-18293 | Habitatge a l'avinguda Catalunya, 2 (la Palma de Cervelló) · Vegeu més fotos d'aquest monument · Carregueu una nova foto d'aquest monument                         |
| Casa de la Biblioteca Municipal                                         |           | Noucentisme XX Inici             | La Palma de Cervelló C. Sta. Maria de la Palma, 4                               | 41° 24′ 48″ N, 1° 57′ 56″ E / 41.41325°N,1.96567°E   | IPA-18294 | Casa de la Biblioteca Municipal (la Palma de Cervelló) · Vegeu més fotos d'aquest monument · Carregueu una nova foto d'aquest monument                             |
| Habitatge al carrer Sant Isidre, 17                                     |           | Noucentisme XX Inici             | La Palma de Cervelló C. Sant Isidre, 17                                         | 41° 24′ 42″ N, 1° 58′ 13″ E / 41.411596°N,1.970397°E | IPA-18295 | Habitatge al carrer Sant Isidre, 17 (la Palma de Cervelló) · Vegeu més fotos d'aquest monument · Carregueu una nova foto d'aquest monument                         |
| Habitatge al carrer Santa Maria, 3                                      |           | Historicisme XIX Final, XX Inici | La Palma de Cervelló C. Santa Maria de la Palma, 3                              | 41° 24′ 45″ N, 1° 58′ 04″ E / 41.412638°N,1.967856°E | IPA-18296 | Habitatge al carrer Santa Maria, 3 (la Palma de Cervelló) · Vegeu més fotos d'aquest monument · Carregueu una nova foto d'aquest monument                          |
| Ca la Rafela                                                            |           | Noucentisme XX Inici             | La Palma de Cervelló C. Santa Maria de la Palma, 29                             | 41° 24′ 47″ N, 1° 58′ 02″ E / 41.412991°N,1.967213°E | IPA-18297 | Ca la Rafela (la Palma de Cervelló) · Vegeu més fotos d'aquest monument · Carregueu una nova foto d'aquest monument                                                |
| Cabana de vinya Borja                                                   |           | Obra popular                     | La Palma de Cervelló Prop del km 4,5 ctra. a Corbera                            | 41° 24′ 45″ N, 1° 57′ 04″ E / 41.41237°N,1.95124°E   | IPA-30586 | Carregueu una nova foto d'aquest monument |
| Can Vidal                                                               |           |                                  | La Palma de Cervelló Abans d'entrar al poble                                    | 41° 24′ 29″ N, 1° 58′ 28″ E / 41.408174°N,1.974511°E | IPA-30589 | Can Vidal (la Palma de Cervelló) · Vegeu més fotos d'aquest monument · Carregueu una nova foto d'aquest monument                                                   |
| Can Pongem, Can Ponçgem                                                 |           | XVII, XVIII                      | La Palma de Cervelló Des del camí de Can Pongem, camí particular                | 41° 24′ 46″ N, 1° 58′ 25″ E / 41.412719°N,1.973618°E | IPA-30590 | Can Pongem (la Palma de Cervelló) · Vegeu més fotos d'aquest monument · Carregueu una nova foto d'aquest monument                                                  |
| Cal Sereno                                                              |           |                                  | La Palma de Cervelló                                                            | 41° 24′ 46″ N, 1° 57′ 32″ E / 41.412793°N,1.95883°E  | IPA-30591 | Carregueu una nova foto d'aquest monument |
| Forn de calç de Cal Via 2                                               |           | Obra popular                     | La Palma de Cervelló Al costat de l'entrada sud de l'àrea recreativa de Can Via |                                                      | IPA-40747 | Carregueu una nova foto d'aquest monument |
| Forn de calç de Fontpineda                                              |           | Obra popular                     | La Palma de Cervelló Ctra. a Fontpineda, km 1                                   | 41° 25′ 00″ N, 1° 57′ 53″ E / 41.416586°N,1.964658°E | IPA-40748 | Forn de calç de Fontpineda (la Palma de Cervelló) · Vegeu més fotos d'aquest monument · Carregueu una nova foto d'aquest monument                                  |
| Molí fariner de Can Vidal                                               |           | Obra popular                     | La Palma de Cervelló Camí a la dreta del camí del Cementiri                     | 41° 24′ 31″ N, 1° 58′ 29″ E / 41.40874°N,1.97480°E   | IPA-40749 | Carregueu una nova foto d'aquest monument |
| Pou de gel de Can Via                                                   |           | Obra popular                     | La Palma de Cervelló                                                            |                                                      | IPA-40750 | Carregueu una nova foto d'aquest monument |